# Особиста мотивація
Особиста мотивація — бажання людини забезпечити комфортне життя для себе та своїх близьких.
Освіта дітей, медичне забезпечення себе і батьків, гарний будинок, автомобіль, подорожі по світу — вищий від середнього рівень життя — є мріями більшості людей. Вважається, що бажання жити в достатку, бути здоровим і щасливим є притаманним для єства людини.
Існує думка, що в повноцінної людини існує баланс між особистою та суспільною мотивацією.

## Джерело
- Концепція економічного розвитку України. Книга 1. / Київ, — 2012, Клуб «Коло», 60 сторінок, сторінка 15.